# КК Шибеник
КК Шибеник је бивши кошаркашки клуб из Шибеника, Хрватска.

## Историја
КК Шибеник, односно КК „Шибенка“ основана је 1973. године, да би у само шест година постојања прошла све тадашње лиге и у сезони 1979/80. ушла у прву лигу Југославије.
Године 1983. постају прваци Југославије, а у финалној утакмици добили су КК Босну из Сарајева. Наслов је Шибенчанима накнадно одузет, пар дана након што су им додељене медаље и пехар, јер су одбили одиграти поновљену мајсторицу са КК Босном у Новом Саду. „Изворну“ мајсторицу у Шибенику у драматичној завршници, погоцима из слободних бацања (из КК Босне су оспоравали досуђена слободна бацања), које је постигао Дражен Петровић. У сезонама 1981/82. и 1982/83. били су финалисти Купа Радивоја Кораћа и оба пута су изгубили од исте екипе - Лиможа из Француске. Кроз своју историју клуб је изнедрио много младих и талентованих играча, а најпознатији је прерано преминули Дражен Петровић.
Распадом Југославије клуб постаје члан Прве лиге Хрватске, а 2010. бива угашен због финансијских проблема.

## Име кроз историју
- Шибенка (1973 - 1992)
- Шибеник Загреб-Монтажа (Шибеник ЗМ) (1992 - 1994)
- Шибеник (1994/95)
- Шибеник А. Е. Ц. (1995/96.)
- Шибеник (1996 - 1999)
- Јадранско Осигурање (1999/00)
- Шибеник (2000 - 2010)

## Успеси
- Прва лига Југославије
  - Првак (1): 1982/83. (титула накнадно одузета, званичан првак је КК Босна)

- Куп Радивоја Кораћа
  - Финалиста (2): 1981/82. и 1982/83.

## Најпознатији играчи
| - Дражен Петровић - Александар Петровић - Предраг Шарић - Ивица Журић - Ненад Славица - Ивица Гулин - Жељко Мареља - Бранко Мацура - Зоран „Мока“ Славнић - Драган Раца - Срећко Јарић |  | - Миро Јурић - Бруно Петани - Живко Баџим - Зоран Калпић - Фабијан Журић - Никола Јелавић - Живко Љубојевић - Сретен Ђурић - Никола Радуловић - Срђан Дабић - Небојша Зоркић |